# Red Creek
Red Creek è un villaggio degli Stati Uniti d'America, situato nello stato di New York, nella contea di Wayne.